# Station Knurów Kopalnia
Station Knurów is een spoorwegstation in de Poolse plaats Knurów.